# Kriegerdenkmal Kühren

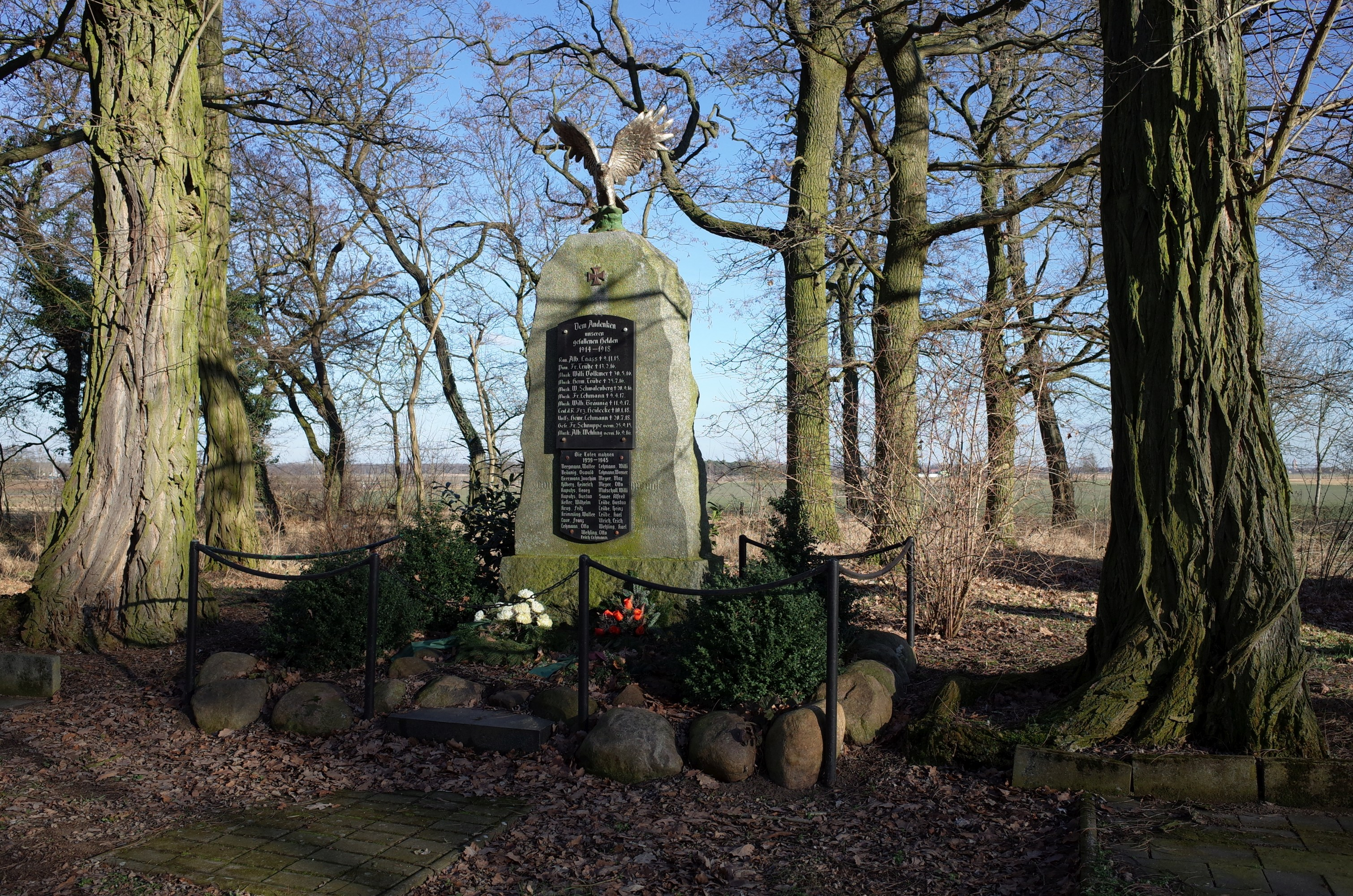
Das Kriegerdenkmal im Februar 2017

Das Kriegerdenkmal Kühren ist ein denkmalgeschütztes Kriegerdenkmal im Ortsteil Kühren der Stadt Aken in Sachsen-Anhalt, welches auf dem Friedhof in Kühren unmittelbar neben der Trauerhalle an der Dorfstraße zu finden ist. Im örtlichen Denkmalverzeichnis ist die Gedenkstätte unter der Erfassungsnummer 094 71518 als Baudenkmal aufgeführt. 

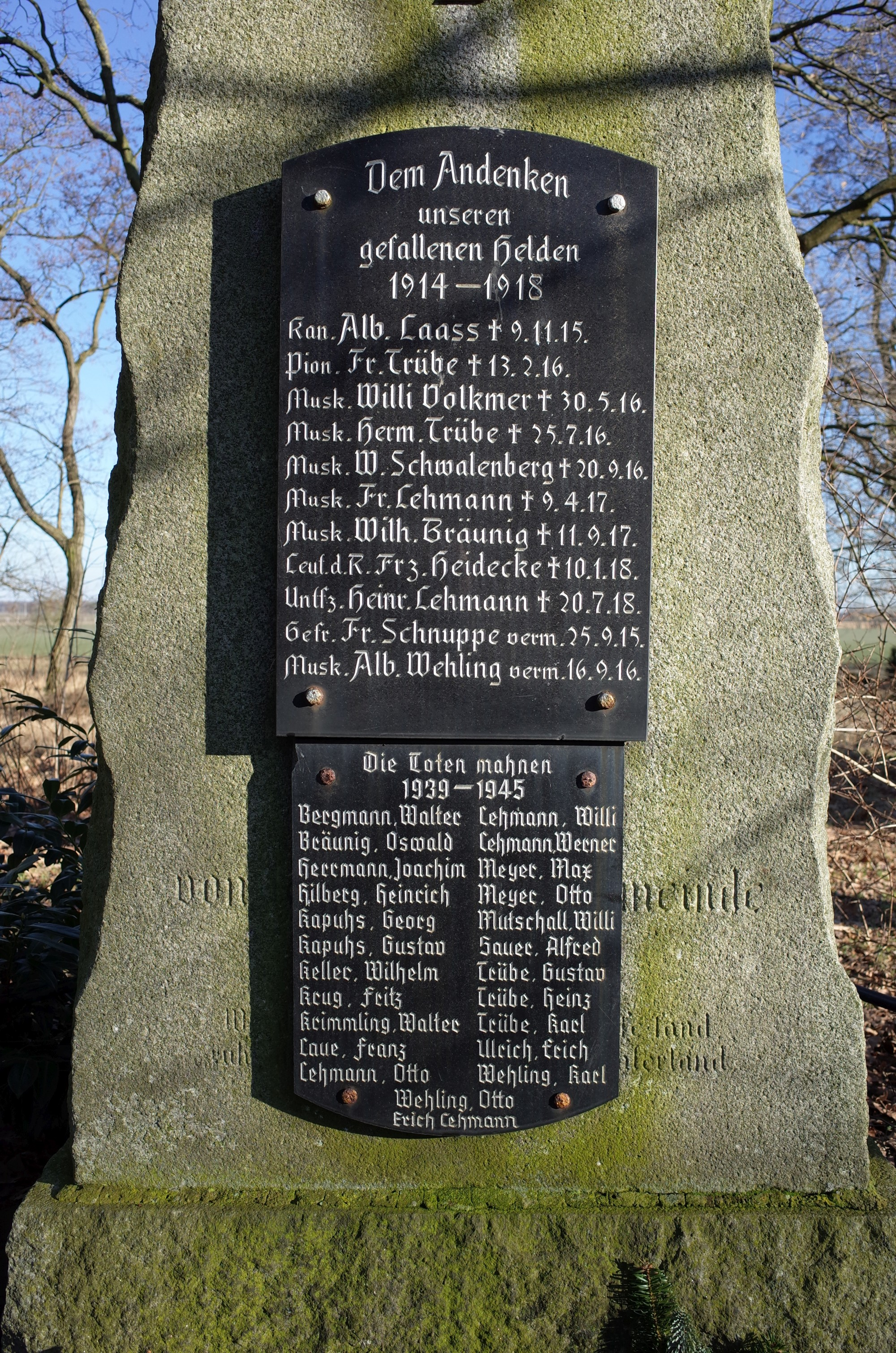
Inschriften

## Gestaltung
Das freistehende Denkmal wurde für die Gefallenen des Ersten Weltkriegs errichtet und später um die Gefallenen des Zweiten Weltkriegs ergänzt. Das Kriegerdenkmal besteht aus einer auf einem Sockel angebrachten grob behauenen Stele aus Granit, deren Vorderseite glatt beschliffen wurde. Im oberen Bereich der Stele befindet sich im Stein verankert ein bronzefarbenes Eisernes Kreuz und auf der Stele befindet sich ein aufgesetzter Adler mit offenen Flügeln. Am Kriegerdenkmal wurde zunächst eine Gedenktafel mit der Inschrift Dem Andenken unseren gefallenen Helden 1914-1918 sowie die Namen und Geburtsdaten von 11 Gefallenen und darunter eine im Stein gravierte, aber heute nicht mehr lesbare Inschrift angebracht. Über dieser Inschrift wurde später eine weitere Gedenktafel, mit der Inschrift Die Toten mahnen 1939-1945 und den Namen von 24 Gefallenen, angebracht. Das Jahr der Errichtung und die Einweihung des Kriegerdenkmals ist nicht bekannt.